# Magic Circle Festival
Magic Circle Festival — фестиваль хэви-метал-музыки, проводимый лейблом Джоуи Де Майо Magic Circle Music в немецком городе Бад Аролсен c 2007 года. C 2009 году местом проведения фестиваля стал город Лорелей.

## История
В апреле 2007 года, во время выступления Manowar на немецкой арене Schleyer-Halle в рамках тура Demons, Dragons & Warriors Tour 2007, Джоуи Де Майо объявил, что в 7 июля группа возглавит Magic Circle Festival, организуемый его лейблом Magic Circle Music в немецком городе Бад Аролсен. Басист заявил, что цена за вход на фестиваль составит всего 10 евро. Музыкант также прокомментировал: «Это способ отблагодарить истинных фанатов за их бессмертную преданность в течение последних двух лет досадных задержек с гастролями и выпуском пластинок». Спустя два месяца было объявлено, что фестиваль будет продлён на один день, и в итоге продлится с 6 по 7 июля 2007 года. К этому моменту были анонсированы выступления таких групп, как Gamma Ray, Majesty, Lion's Share, David Shankle Group, Heavenly, Messiah's Kiss, HolyHell и Stormwarrior. В итоге фестиваль посетило более 25 000 зрителей, и на волне этого успеха группа объявила, что Magic Circle Festival будет проводиться ежегодно. В ноябре 2007 года был выпущен DVD Magic Circle Festival Volume I с записями выступлений с дебютного фестиваля.
Второй фестиваль был запланирован на 9-12 июля 2008 года в том же Бад Аролсене, на котором, помимо Manowar, выступили MSG, Тед Ньюджент, Элис Купер, Burning Starr, Beloved Enemy, Доро, W.A.S.P., Gotthard, Krypteria, Brazen Abbot и другие. Было заявлено, что на этом фестивале будут 20 000 бесплатных бутылок пива и столько же бесплатных копий нового сингла Manowar, а также четыре кастомных чоппера, принадлежащих участникам Manowar. Хотя на 12 июля были запланированы выступления Whitesnake и Def Leppard, они отменили свой выход прямо в день выступления, сославшись на «контрактные разногласия». Данный фестиваль был также омрачнён гибелью одного из зрителей, который был сбит автомобилем за пределами фестивальной площадки. В этом году фестиваль подвергся сильной критике со стороны фанатов, которые были недовольны столь быстрой отменой выступлений Whitesnake и Def Leppard, около 40 человек запросили частичную компенсацию билетов, а 25 человек запросили полный возврат. Фестиваль в целом критиковался за плохую организацию, небрежных охранников и неудобное размещение палаток. Как и в 2007 году, Magic Circle Music выпустили DVD Magic Circle Festival Volume II с выступлениями групп.
О проведении третьего фестиваля было объявлено в марте 2009 года. Джоуи Де Майо анонсировал выступления Manowar, HolyHell и Metal Force на 18 июля. В этот раз фестиваль проводился в Лорелее. В ноябре того же года группа сообщила, что четвёртый Magic Circle Festival пройдёт в рамках словенского фестиваля Metalcamp 11 июля 2010 года в городе Толмин. Вместе с Manowar на сцене выступили также Arch Enemy, Kamelot, Virgin Steele и Who Was I. Спустя три года, в октябре 2013 года, было объявлено о проведении пятого и на данный момент последнего Magic Circle Festival, дату проведения которого назначили на 25 и 26 июля 2014 года в финском городе Сувилахти. На нём вместе с Manowar выступили группы Hostile, Imperia и Teräsbetoni.

## Участники

### 2007
- 6 июля 2007: Manowar, HolyHell, Majesty, Messiah's Kiss, David Shankle Group, Imperia, Saidian, Mordeen, Black Situation
- 7 июля 2007: Manowar, Gamma Ray, Majesty, Stormwarrior, HolyHell, Messiah's Kiss, David Shankle Group, Lion's Share, Mob Rules, Heavenly

### 2008
На 12 июля планировались выступления групп Whitesnake и Def Leppard, но во второй день фестиваля было объявлено об их отмене. В связи с этим расписание концертов было сильно изменено. 
- Четверг 10 июля 2008: Benedictum, MSG, Ted Nugent, Alice Cooper,
- Пятница 11 июля 2008: K.O.B.U.S., Stormwarrior, Jack Starr's Burning Starr, Beloved Enemy, Doro, W.A.S.P., Gotthard, Manowar
- Суббота 12 июля 2008: Sixth Sense, Mob Rules, Titanium Black, Krypteria, Brazen Abbot, HolyHell, Majesty, Manowar

### 2009
Фестиваль прошёл 19 июля в городе Лорелей.
Принявшие участие группы: Age of Evil, Crystal Viper, Die Sklaven, Domain, Heatseekers, Holyhell, Kingdom Come, Burning Starr, Manowar, Metal Force, Ulytau, Van Canto, Wizard

### 2010
Фестиваль пройдет в Толмине 11 июля в Словении и будет совмещен с фестивалем Metalcamp (пройдет на следующий день после Metalcamp).
Подтвержденные участники: Arch Enemy, Crosswind, Holyhell, Kamelot, Manowar, Metal Force, Virgin Steele